# Las ejecutivas
Las ejecutivas es una serie dramática colombiana producida por Caracol Televisión en dos temporadas, emitidas por la Cadena Uno entre 1995 y 1996. Se convirtió en una serie de culto para muchos colombianos, donde se trataba la lucha de las mujeres por destacarse en el mundo empresarial y ser felices en la intimidad.

## Sinopsis

### Primera temporada
Esta historia comienza mostrándonos a 4 mujeres que luchan por alcanzar sus metas destacándose como excelentes profesionales en el mundo corporativo. Ellas son: la vicepresidenta Adelaida San Clemente (Helena Mallarino), la abogada Susana de Martínez (Nórida Rodríguez), la gerente de ventas María Helena Sánchez (Xilena Aycardi) y la resentida accionista Leonor Reyes (Gloria Gómez); quienes pelearán y amarán a la vez, buscando su lugar en la vida en una tórrida empresa de exportaciones llamada "Sáenz & Reyes", dirigida por el millonario Eduardo Sáenz (Kenny Delgado) y su hijo Felipe Sáenz (Jorge Enrique Abello), donde tendrán lugar el acoso sexual, las crisis conyugales y la competencia profesional.

### Segunda temporada
En esta temporada llegan a la empresa "Sáenz & Reyes" nuevas ejecutivas que serán las encargadas de darle nuevos aires al corporativo, pero cada una tendrá una misión oculta, en donde se mezclarán el mundo de las altas finanzas con el amor. Aquí las mujeres serán más atrevidas, más competitivas, y pondrán a prueba su belleza frívola y calculadora, así como también sus habilidades profesionales, como el caso de Gina Merlini (María Fernanda Martínez), una mujer de pasado turbio e identidad diferente quien llega a Sáenz y Reyes haciéndose amante de un importante ejecutivo mucho mayor en edad que ella Rafael Ortega Lleras (Helios Fernández); la nueva vicepresidenta Mónica Uribe (Kristina Lilley), cuya misión es arruinar a la compañía para que pueda ser comprada siguiendo las órdenes de Carlos Calderón (Julio César Luna), pero luego se va enamorando de Eduardo Sáenz (Kenny Delgado), y la inteligente Maria Clara Ortega (Natalia Ramírez), quien ya al tanto de ese competitivo mundo de despidos, traiciones, bajezas y desengaños, llega con las armas justas para encarar situaciones que otras no han podido, pero no esperaba una dura prueba,  enamorarse de Felipe Sáenz (Jorge Enrique Abello), sin perder su objetivo, ni su ambición como ejecutiva.

## Elenco

### Primera temporada
- Helena Mallarino - Adelaida San Clemente
- Nórida Rodríguez - Susana de Martínez
- Xilena Aycardi - María Helena Sánchez
- Gloria Gómez - Leonor Reyes
- Kenny Delgado - Eduardo Sáenz
- Jorge Enrique Abello - Felipe Sáenz Reyes
- José Luis Paniagua -  Arturo Martínez
- Luisa Fernanda Giraldo - Viviana
- Luis Fernando Hoyos - Camilo López
- Gustavo Londoño - Alejandro Carvajal
- Agmeth Escaf - Miguel Ángel
- Julio César Luna - Carlos Calderón
- Katherine Vélez - Eloísa Calderón de Castellanos
- Gustavo Ángel - Javier Castellanos #1
- Germán Ortíz - Javier Castellanos #2
- Natasha Klauss - Zulma
- Diego Vélez
- Talú Quintero - Ángela Reyes de Sáenz
- Pedro Rendón - Federico
- Juanita Humar - Libia

### Segunda temporada
- Kristina Lilley - Mónica Uribe
- Natalia Ramírez -  María Clara Ortega
- María Fernanda Martínez - Gina Merlini / Mercedes Ortiz "La caleña"
- Helios Fernández - Rafael Ortega Lleras
- Kenny Delgado - Eduardo Sáenz
- Jorge Enrique Abello - Felipe Sáenz Reyes
- Juanita Humar - Libia
- Andrés Felipe Martínez - Álvaro
- Katherine Vélez - Eloísa Calderón
- Luis Fernando Hoyos - Camilo López
- Julio César Luna - Carlos Calderón
- Luigi Aycardi - David Urrutia
- Luisa Fernanda Giraldo - Viviana
- Raquel Ércole - Isabel de Ortega
- Martha Liliana Ruiz - Julia de Moreno
- Diego León Hoyos - El Mago
- Rosemary Bohórquez - Stephanie
- Pedro Mogollón - Armando
- Natasha Klauss - Zulma
- Diego Vélez
- Sandra Mónica Cubillos
- Elodia Porras
- Marlon Moreno
- John Jairo Jaimes